# Arthur Elijah Trueman
Arthur Elijah Trueman (Nottingham, 26 de abril de 1894 — 5 de janeiro de 1956) foi um geólogo britânico.
Professor de geologia da Universidade de Glasgow.
Laureado com a Medalha Bigsby de 1939 e com a Medalha Wollaston de 1955, ambas pela Sociedade Geológica de Londres, onde foi presidente de 1945 a 1947.